# Zacarías Bonnat
Zacarías Bonnat Michel (Bayaguana, 27 febbraio 1996) è un sollevatore dominicano, attivo nella categoria dei pesi medi fino a 81 kg.

## Carriera
Ha iniziato a sollevare pesi nel 2012. Nel 2019 ha cominciato a conseguire i primi risultati di rilievo a livello internazionale vincendo dapprima la medaglia d'argento ai Campionati panamericani di Città del Guatemala con 351 kg nel totale, e dopo vincendo un'altra medaglia d'argento ai Giochi Panamericani di Lima dello stesso anno con 360 kg nel totale, venendo battuto entrambe le volte dal colombiano Brayan Rodallegas.
Ai Campionati panamericani di Santo Domingo 2020 svoltisi nel 2021, ha vinto un'altra medaglia d'argento con 360 kg nel totale, arrivando ancora alle spalle di Rodallegas.
Nello stesso anno ha partecipato alle Olimpiadi di Tokyo 2020, vincendo la medaglia d'argento con 367 kg nel totale, terminando dietro al cinese Lu Xiaojun (374 kg).
Nel 2022, passando alla categoria superiore dei pesi massimi leggeri (fino a 89 kg.), ha vinto la medaglia di bronzo ai Campionati panamericani di Bogotà con 372 kg. nel totale. 